# Landtagswahl in Nordrhein-Westfalen 2005
- SPD: 74
- Grüne: 12
- FDP: 12
- CDU: 89

- Regierung: 101
- Opposition: 86

Die Wahlen zum Landtag des Landes Nordrhein-Westfalen der 14. Wahlperiode fanden am 22. Mai 2005 statt. Sie führten zu einem Machtwechsel, da die bisherige Regierungskoalition aus SPD und Grünen die Mehrheit verlor und die SPD erstmals seit 1966 in Nordrhein-Westfalen in die Opposition verwiesen wurde. Bundespolitische Bedeutung hatte die Wahl, weil nach ihrem Ausgang die Bundesregierung ankündigte, Neuwahlen zum Bundestag anzustreben.

## Wahlsystem
Der Landtag Nordrhein-Westfalen wird nach einem System der personalisierten Verhältniswahl mit geschlossenen Listen gewählt, das dem Bundestagswahlrecht ähnelt. Der Landtag hat mindestens 181 Abgeordnete, von denen 128 in Wahlkreisen direkt über die Erststimme gewählt werden. Die Sitze werden nach dem Sainte-Laguë-Verfahren proportional unter den Parteien verteilt, die mindestens 5 % der Zweitstimmen erreichen. Stehen einer Partei mehr Sitze zu als sie Direktmandate gewinnt, erhält sie Sitze über die Landesliste. Überhangmandate werden durch Ausgleichsmandate ausgeglichen.
Landeslisten können nur von Parteien, Kreiswahlvorschläge auch von Wählergruppen und einzelnen Wahlberechtigten eingereicht werden. Die Wahlvorschläge sind spätestens am 59. Tag vor der Wahl bis 18 Uhr einzureichen.

## Ausgangssituation
Bei der vorherigen Landtagswahl im Jahr 2000 kam die SPD auf 42,8 Prozent (102 Sitze) und die CDU auf 37 Prozent (88 Sitze). Ebenfalls im Landtag vertreten waren die FDP mit 9,8 Prozent (24 Sitze) und die Grünen mit 7,1 Prozent (17 Sitze). SPD und Grüne bildeten danach eine Regierungskoalition, zuerst unter Wolfgang Clement, später unter Peer Steinbrück.
Am 3. Februar 2004 wurde eine Neufassung des Wahlkreisgesetzes verabschiedet. Als Folge daraus reduziert sich die Zahl der Abgeordneten um 20 von vorher 201 auf 181, die der Wahlkreise von 151 auf 128.

## Antretende Parteien, Wählervereinigungen und Kandidaten
Es traten 1343 Kandidaten, darunter 273 Frauen, zur Wahl an. Diese Kandidaten verteilten sich auf insgesamt 22 verschiedene Parteien: SPD, CDU, FDP, GRÜNE, REP, PDS, PBC, Die Tierschutzpartei, BüSo, NPD, ödp, BGD, UNABH. BÜRGER, Unabhängige Kandidaten, GRAUE, WASG, Die PARTEI, Zentrum, UAP, ÖkoLinX-ARL, Offensive D, LD und AMP. Direktkandidaten in allen 128 Wahlkreisen hatten aber nur die SPD, CDU, FDP, GRÜNE, REP und WASG aufgestellt.
Spitzenkandidat war für die SPD der seit 2002 amtierende Ministerpräsident Peer Steinbrück und für die CDU der Oppositionsführer im Landtag Jürgen Rüttgers. Für die FDP trat Ingo Wolf an. Für Die Grünen stand zum vierten Mal in Folge Bärbel Höhn auf Listenplatz 1.

## Wahlkampf
Im Wahlkampf standen sich mit der CDU und der SPD die beiden Volksparteien als die wichtigsten Konkurrenten gegenüber. Es hatten sich darüber hinaus zwei Lager gebildet: Die FDP zusammen mit der CDU, auf der anderen Seite die Grünen mit der SPD.
Der Wahlkampf war auf die beiden Spitzenkandidaten fixiert. Das Fernsehen übertrug zwei Rededuelle der Kontrahenten.
Die Regierungskoalition aus SPD und Grünen lag Anfang des Jahres 2005 in Umfragen noch vor der Opposition. Im Frühjahr kehrte sich das Ergebnis um, so dass nun CDU und FDP vorne lagen. Diesen Vorsprung konnte die Opposition bis zur Wahl halten. Im Gegensatz zu den Parteienpräferenzen lag Peer Steinbrück in Umfragen bezüglich einer Direktwahl der Kandidaten vor Jürgen Rüttgers.
Ziel von CDU und FDP war es, gemeinsam die rot-grüne Regierungskoalition abzulösen (und damit zugleich die 39 Jahre währende Regierungsbeteiligung der SPD zu beenden), während SPD und Grüne diese fortsetzen wollten. Im Hinblick auf die kommende Bundestagswahl (vor der Landtagswahl noch: September 2006) sah vor allen Dingen das konservativ-bürgerliche Lager eine Art Signalwirkung; die SPD setzte auf Grund der ungünstigen Umfragen mehr auf die Person Peer Steinbrück.
Die wichtigsten Themen des Wahlkampfes waren die Steinkohle-Subventionen im Bergbau, Windenergie, die hohe Arbeitslosigkeit und Bildungsfragen.
Die NRW-SPD hatte bei dieser Wahl Werbematerialien mit Peer Steinbrücks Konterfei und seiner Unterschrift verteilt, auf denen zu lesen war, dass die SPD weiterhin ein gebührenfreies Studium befürworte, während die CDU allgemeine Studiengebühren einführen wollte. Zeitgleich
wurde das Studium für Langzeit-Studenten in NRW gebührenpflichtig, welche die Regelstudienzeit um das Anderthalbfache überzogen hatten oder sich in einem Zweitstudium befanden.

## Amtliches Endergebnis
- Wahlberechtigte: 13.230.366
- Wähler: 8.333.363
- Wahlbeteiligung: 62,99 %
- Gültige Stimmen: 8.244.014

| Partei            | Stimmen absolut | Anteil in % | Wahl- kreisbe- werber | Direkt- man- date | Sitze |
| ----------------- | --------------- | ----------- | --------------------- | ----------------- | ----- |
| CDU               | 3.696.506       | 44,84       | 128                   | 89                | 89    |
| SPD               | 3.058.988       | 37,11       | 128                   | 39                | 74    |
| GRÜNE             | 509.293         | 6,18        | 128                   |                   | 12    |
| FDP               | 508.266         | 6,17        | 128                   |                   | 12    |
| WASG              | 181.988         | 2,21        | 128                   |                   |       |
| NPD               | 73.969          | 0,90        | 109                   |                   |       |
| PDS               | 72.989          | 0,89        | 116                   |                   |       |
| REP               | 67.220          | 0,82        | 128                   |                   |       |
| Graue             | 18.335          | 0,22        | 25                    |                   |       |
| ödp               | 15.751          | 0,19        | 78                    |                   |       |
| Unabh. Bürger     | 6.950           | 0,08        | 15                    |                   |       |
| BüSo              | 6.856           | 0,08        | 41                    |                   |       |
| PBC               | 6.361           | 0,08        | 20                    |                   |       |
| Tierschutz        | 6.168           | 0,07        | 8                     |                   |       |
| Familie           | 4.291           | 0,05        | 5                     |                   |       |
| PARTEI            | 1.338           | 0,02        | 4                     |                   |       |
| Zentrum           | 1.261           | 0,02        | 4                     |                   |       |
| AMP               | 940             | 0,01        | 5                     |                   |       |
| UAP               | 523             | 0,01        | 2                     |                   |       |
| Offensive D       | 213             | 0,00        | 2                     |                   |       |
| Unabh. Kandidaten | 204             | 0,00        | 1                     |                   |       |
| ÖkoLinX-ARL       | 184             | 0,00        | 1                     |                   |       |
| LD                | 100             | 0,00        | 1                     |                   |       |
| BGD               | 56              | 0,00        | 2                     |                   |       |
| Einzelbewerber    | 5.264           | 0,06        | 17                    |                   |       |
| Total             | 8244014         |             | 1224                  | 128               | 187   |

Übersicht der Landtagswahlergebnisse in den Wahlkreisen

Demnach erhielt die CDU drei Überhangmandate, die SPD erhielt drei Ausgleichsmandate, der Landtag hatte somit insgesamt 187 Mitglieder.
Sitzverteilung am Ende der Wahlperiode: CDU 89, SPD 74, FDP 12, Grüne 11, fraktionslos 1 (zu Die Linke übergetreten)

## Konsequenzen

### Nordrhein-Westfalen
Wenige Tage nach der Wahl begannen CDU und FDP mit Verhandlungen zur Bildung einer Koalition. Die Verhandlungen wurden auf CDU-Seite von Rüttgers, auf FDP-Seite von Wolf und dem Landesvorsitzenden Pinkwart geführt. Nach einer vergleichsweise kurzen Zeit wurde der Entwurf eines Koalitionsvertrags am 17. Juni 2005 der Öffentlichkeit vorgestellt. Am 18. Juni stimmte ein FDP-Landesparteitag dem Vertrag einstimmig, ein CDU-Landesparteitag bei nur einer Gegenstimme und einer Enthaltung zu; am 20. Juni wurde der Vertrag unterschrieben.
Bereits am 8. Juni hatte sich der neue Landtag Nordrhein-Westfalen konstituiert und Regina van Dinther zu seiner Präsidentin gewählt. Am 22. Juni wurde Jürgen Rüttgers im Landtag mit 99 von 187 Stimmen (Enthaltung: 1, Nein: 87; CDU und FDP stellen gemeinsam 101 Abgeordnete) zum Ministerpräsidenten gewählt und vereidigt. Seit dem 24. Juni amtierte das Kabinett Rüttgers; am 6. Juli wurden die neuen Ministerinnen und Minister im Landtag offiziell vereidigt.

### Bundespolitik

#### Der Wahlabend
Der Wahlabend am 22. Mai 2005 wurde in besonderer Weise von der Bundespolitik geprägt. Als Konsequenz aus der Wahlniederlage in NRW kündigte eine halbe Stunde nach Schließung der Wahllokale zuerst SPD-Parteichef Franz Müntefering und kurze Zeit später Bundeskanzler Gerhard Schröder an, eine Neuwahl des Bundestages für den Herbst anzustreben, um eine Bestätigung für die Weiterführung der als Agenda 2010 bezeichneten Sozialreformen zu erhalten. Außerdem sahen Schröder und Müntefering das Vertrauen in die rot-grüne Bundesregierung durch die Niederlagenserie der SPD bei Landtagswahlen nicht mehr gegeben. Durch die bundespolitischen Ereignisse traten der Machtwechsel und die Landespolitik in Nordrhein-Westfalen in der Medienberichterstattung vollkommen in den Hintergrund, was für eine Wahl dieser Bedeutung sehr ungewöhnlich war.

#### Die Tage nach der Wahl
Bundeskanzler Gerhard Schröder kündigte noch am Wahlabend an, im Bundestag die Vertrauensfrage zu stellen. Da diese wie vorhergesehen negativ beantwortet und der Bundestag durch den Bundespräsidenten aufgelöst wurde, fand die Wahl zum 16. Deutschen Bundestag bereits ein Jahr früher als geplant am 18. September 2005 statt. Am 25. Mai 2005 trat auch der SPD-Vorstand mit Harald Schartau als Landesvorsitzendem zurück. Unmittelbar nach der Wahl hatte Schartau noch einen Rücktritt für sich ausgeschlossen.
Nach dieser Ankündigung beschleunigten sich die politischen Prozesse bezüglich der Kandidaten und Programme bei den Parteien. Die CDU zog die Bekanntgabe des Kanzlerkandidaten auf den 30. Mai 2005 vor. Die FDP machte eine Koalitionsaussage zu Gunsten der CDU, während SPD und Grüne mitteilten, ohne eine solche in den Wahlkampf zu gehen. Links von der SPD positionierte sich Oskar Lafontaine, der ein Linksbündnis zwischen den alleine chancenlosen WASG und PDS ins Spiel brachte und auch erreichte.